# إيمو (نوع موسيقي)
الإيمو هو اختصار لمصطلح متمرد ذو نفسية حساسة. وهو نوع من موسيقى الروك يتميز بابراز التعبيرات العاطفية، باستخدام كلمات عادة ما تبوح بالمشاعر الشخصية العميقة. وهو نوع من الموسيقى التي تبدا منخفضة وهادئة ثم ترتفع بشدة . أطلقت بالبداية كنمط من البوست هاردكور المنبثق عن حركة الهاردكور بانك في منتصف الثمانينيات في واشنطن العاصمة. حيث أخذ تسمية ايموشيونال هاردكور أو ايموكور، والذي كانت فرق امبرايس ورايتس اوف سبرينج وغيرها هي الرائدة فيه. غير أن جيلا جديدا من الفرق الموسيقية في اوائل التسعينيات قد استحوذ على النوع الموسيقي الجديد وحوروا نغمته ومعانيه واعادوا تكوينه ليصبح جزءا من أنماط الإندي روك والبوب بانك، وذلك عن طريق فرق مثل جوبريكر وسوني داي ريل استايت وويزر و جيمي آيت وورلد . وفي منتصف التسعينيات، خرجت أعمال عديدة لهذا النوع مثل برايد وذا بروميس رينج وذا جيت أب كيدز في وسط ووسط غرب الولايات المتحدة . وبدأت عدة شركات تسجيل مستقلة بالتخصص في هذا النوع الموسيقي . وفي غضون ذلك، ظهر نوع أكثر انفعالية من الايمو، يسمى السكريمو ، والذي صعدت به فرق سان دييغو مثل هيرويين وانتيوك آيور.

## الانتشار
انتشرت هذه الظاهرة في أوروبا وأمريكا في 1984 افرادها يستمعون إلى موسيقى الهاردروك الصاخبة، توقع الكثير من الناس أن لا تستمر هذه الظاهرة أو الثقافة.
إلا أنها أصبحت من أكثر الظواهر انتشارا بين المراهقين، حتى أصبح عدم وجودهم منظرا غير اعتيادي، وهم منتشرون في الدول الغربية وبعض الدول الشرقية.
وقد بدأت هذه الحركة تنتشر بالبلدان العربية بشكل كبير.
وكما هوا الامر مع بقية الانواع الموسيقية، لأنصار هذا النمط الموسيقي نمط شكلي خاص ومنتشر في اللباس وتسريحة الشعر، وقد اخذت هذه الظاهرة بالانتشار بين الشباب المراهقين بين عمري 12-21 و في اغلب الاحيان لا يتم التقيد بالعمر عند الايمو ذلك لسبب ان الايمو يعد نمط موسيقى بالاساس. الايمو ليس لهم↲ ديانة محددة رغم ما يقوله البعض بانهم عبدة الشيطان
ولم تكن هذه الظاهرة منتشرة في أمريكا في أول 10 سنوات من 1984-1994 حتى أصبحت مشهورة جدا بانتشار موسيقى الروك المعروفة بالحزن والصخب وعلو الصوت وبلغت مراحل لا يمكن تخيلها من حيث الشهرة والانتشار عالميا حيث أصبحت لها افكار ونشأت لها معتقداتها الخاصة

## موسيقى الايمو
نوع من أنواع الموسيقى، الذي ينتمي إلى الروك والميتال..التي تتحدث عن الألم والحزن..و قد لاقى العديد من الانتقاد نظرا لافتقاره إلى اللحن الغنائي ويميلون إلى الموسيقى والغناء المزعج جدا والذي فيه الجنون المبالغ فيه .

## قوانين الحد من انتشار الايمو
اصدرت روسيا قرار اغلاق المواقع التي تدعو إلى الايمو ونشر حركات الاكتئاب وتمنع الظهور بهذا المظهر في المدارس والدوائر الحكومية، كما اتخذت المكسيك خطوات مقاربة من حيث اغلاق المواقع ورفض الشعب لهذه الظاهرة توعيه الآباء والأمهات لهاذه الظاهرة بان يعملوا على مراقبه أبنائهم ومنعهم للبس الغريب والملابس ذات المظهر غير الاعتيادي.